# جوناثان غوردون
جوناثان غوردون (بالإنجليزية: Jonathan Gordon)‏ هو منتج أفلام أمريكي، ولد في القرن العشرين في الولايات المتحدة.

## وصلات خارجية
- جوناثان غوردون على موقع IMDb (الإنجليزية)
- جوناثان غوردون على موقع قاعدة بيانات الفيلم (الإنجليزية)